# یواس‌اس پاترول (۱۹۱۷)
یواس‌اس پاترول (۱۹۱۷) (به انگلیسی: USS Patrol (1917)) یک کشتی بود که طول آن ۶۸ فوت ۹ اینچ (۲۰٫۹۶ متر) بود. این کشتی در سال ۱۹۱۷ ساخته شد.